# Horánszky Nándor
Hórai Horánszky Nándor (Eger, 1838. január 15. – Budapest, 1902. április 19.) jogász, politikus, magyar királyi kereskedelmi miniszter, országgyűlési képviselő, Horánszky Lajos apja.

## Politikai pályaíve
A nemesi származású hórai Horánszky család sarja. Apja, hórai Horánszky János (1813–1876), állami és megyei tisztviselő, anyja Korponay Rozália volt. Középfokú tanulmányait Egerben, a jogot a pesti egyetemen végezte. 1861-ben előbb fogalmazó, majd törvényszéki bíró a szolnoki magyar királyi ítélőtáblán. Később ügyvédként tevékenykedett aktív részt vállalva a helyi közéletben: elnöke volt Szolnok első iskolaszékének, és több éven át a polgári casinónak.
1872-ben balközép programmal országgyűlési képviselővé választották Szolnokon. A balközépből való kilépése után mandátumát visszaadta, de választókerülete ismét bizalmat szavazott számára. 1875-ben a Szabadelvű Párt tagjaként Mosonban nyert mandátumot.
1878-ban csatlakozott az Egyesült Ellenzékhez (később Mérsékelt Ellenzék, 1892-től Nemzeti Párt). Hamarosan a párt alelnöke, majd 1891-től elnöke. 1878-ban nem szerzett mandátumot, mivel kisebbségben maradt mind a dunavecsei, mind az esztergomi kerületben. 1881-ben, 1884-ben és 1887-ben az esztergomi választókerület képviselője. 1883-ban visszalépett a tiszaeszlári vérvád védelmezésétől, ennek híre nagy feltűnést keltett Esztergomban. 1892-ben, 1896-ban és 1901-ben az abaúj-torna vármegyei Szepsiben jutott mandátumhoz. Szerkesztője a honalapítás ezeréves emlékére alkotott törvénynek.
Bánffy Dezső lemondása után pártját követve csatlakozott a Szabadelvű Párthoz és támogatta Széll Kálmán kormányát. Elsősorban gazdasági-pénzügyi kérdésekkel foglalkozott. 1902. március 4-től április 19-ig kereskedelemügyi miniszter.

## Lovagias ügyei
Horánszky Nándor ellenzéki országgyűlési képviselőként gyakorta folytatott szócsatákat a képviselőházban. Két alkalommal e szócsaták személyeskedő hangvételű politikai támadásokba csaptak át, és nem értek véget a Sándor utcai képviselőház falain belül: lovagias üggyé váltak.
Horánszky 1891. október 22-én éleshangú politikai támadást intézett egykori párttársa, Szilágyi Dezső ellen a képviselőházban. Szilágyit olyan politikusként írta le, aki elvet, pártot könnyedén váltogat saját egyéni érvényesülése érdekében. Azonban érveit végül mégsem találhatta teljesen meggyőzőeknek, mivel Szilágyi válaszát követően párbajra hívta ki az általa megtámadott képviselőt. A „lovagias ügyet” végül a párbajsegédek simították el.
Ennek az esetnek a jelentősége abban áll, hogy Horánszky beszédének retorikája (helyenként egészen elképesztő túlzásokkal) megjelenik fia, Horánszky Lajos Az új Magyarország küzdelmeiből című munkájában, amely művet a Horthy-korszak irányadó történetírója, Szekfű Gyula Szilágyi negatív megítélésénél és a korszak egészének vonatkozásában forrásként használt (Három nemzedék és ami utána következik, Budapest, 1934., 286.). A történeti irodalomba – a „Három nemzedék”-en keresztül is – átszivárgó negatív tradíció végül oda vezetett, hogy Szilágyi Dezső alakja szinte teljesen eltűnt a magyar történeti kánonból.
A Szilágyi-Horánszky párbaj tehát korántsem zárult le 1891-ben, Horánszky Nándor szellemiségében tovább vívták azt az ún. történetírás eszközeivel.
Horánszky Nándor másik, 1898. december 24-i, szintén személyeskedő hangvételű képviselőházi felszólalása Bánffy Dezső miniszterelnök ellen irányult. Ekkoriban igen kiélezett volt a parlamenti szituáció: az ellenzék technikai obstrukcióval tette lehetetlenné a valódi munkát, azzal a nyilvánvaló szándékkal, hogy a miniszterelnököt lemondásra kényszerítse.
Bánffy nyílt levélben válaszolt a becsületébe gázoló Horánszkynak, mire utóbbi párbajsegédei által „fegyveres megtorlást” kért a miniszterelnöktől. Bánffy segédei útján felajánlotta a „fegyveres elégtételt”, de a másik fél ragaszkodott a „fegyveres megtorláshoz”. Utóbbi kifejezést Bánffy segédei értelmezhetetlennek tartották, és mivel így a kérdés nyelvi síkra terelődött a párbaj végül elmaradt.

## Házassága és leszármazottjai
Felesége, Koczka Emília (1847–1929) úrnő volt. A házasságukból született:
- hórai Horánszky Gyula
- hórai Horánszky Dezső
- hórai Horánszky Lajos (1871–1944) bankigazgató, publicista, műgyűjtő, országgyűlési képviselő.
- hórai Horánszky Emília
- hórai Horánszky Irma

## Emlékezete

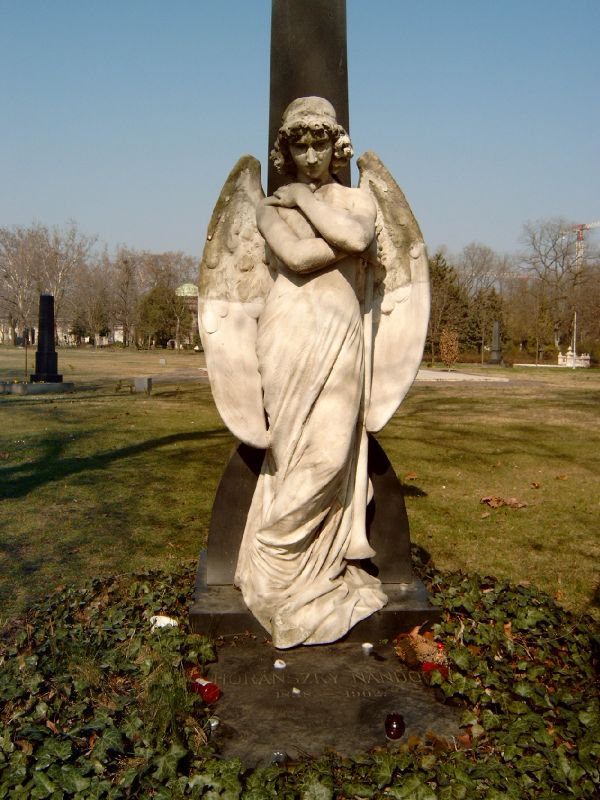
Horánszky Nándor sírja Budapesten. Kerepesi temető: 28-díszsor-38. A Gerenday cég kivitelezése.

- Már halálának évében utcát neveztek el róla a Józsefvárosban (Az utca 1951 és 1991 között Anton Szemjonovics Makarenko nevét viselte).

## Levelezése
- A Horánszky-család adat-, dokumentum- és levelestára; szerk. Horánszky Nándor; magánkiad., Budapest, 1999–
  - 6. Berzeviczy Albert és Horánszky Lajos levelezése, 1907–1936; szöveggond., bev., jegyz. Horánszky Nándor; 2022
- Gróf Apponyi Albert levelezése Horánszky Nándorral és Babarczi Schwartzer Ottóval; bev., összeáll., jegyz. Horánszky Nándor, szerk. Szidiropulosz Archimédesz; Trianon Kutatóintézet KHA, Budapest, 2021

## Külső hivatkozások
- A Horánszky-Bánffy affér (Országos Hírlap, II. 356. szám, 1898. december 27.)